# Вільдермімінг
Вільдермімінг (нім. Wildermieming) —  громада округу Інсбрук-Ланд у землі Тіроль, Австрія.
Вільдермімінг лежить на висоті  872 м над рівнем моря і займає площу  31,24 км². Громада налічує 871 мешканців. 
Густота населення 28/км².  
Громада Вільдермімінг знаходиться на відстані приблизно 40 км від Інсбрука на плато Мімінг. 
|                                        |
| Вільдермімінг на мапі округу та землі. |

 Адреса управління громади: Hausnr. 36, 6414 Wildermieming. 

## Демографія
Історична динаміка населення міста за даними сайту Statistik Austria

## Виноски
1. ↑  Dauersiedlungsraum der Gemeinden Politischen Bezirke und Bundesländer - Gebietsstand 1.1.2018 — Статистичне управління Австрії.
2. ↑  https://www.statistik.at/blickgem/blick1/g70368.pdf
3. ↑  www.wildermieming.tirol.gv.at. Архів оригіналу за 11 квітня 2022. Процитовано 7 червня 2022.
4. ↑  Gemeindedaten von Wildermieming. Архів оригіналу за 29 вересня 2007. Процитовано 16 липня 2013.

| Австрія | Це незавершена стаття з географії Австрії. Ви можете допомогти проєкту, виправивши або дописавши її. |